# Poeciloptila briatec
Poeciloptila briatec är en nattsländeart som först beskrevs av Malicky och Chantaramongkol 1992.  Poeciloptila briatec ingår i släktet Poeciloptila och familjen stenhusnattsländor. Inga underarter finns listade i Catalogue of Life.